# Bardsragujn chumb 1998
Il Bardsragujn chumb 1998 è stato la settima edizione del campionato di calcio armeno, disputato tra il 21 marzo e il 9 novembre 1998 e concluso con la vittoria del Tsement Ararat, al suo primo titolo.
Capocannoniere del torneo fu Ara Hakobyan (Dvin) con 20 reti.

## Formula
Le squadre partecipanti avrebbero dovuto essere dieci ma il Kotayk' non pagò la tassa di iscrizione e venne escluso dalla competizione. Le rimanenti nove disputarono in una prima fase un turno di andata e ritorno per un totale di 16 partite al termine del quale le prime sei classificate giocarono in un girone per il titolo (per ulteriori 10 partite con sommati i punti della prima fase) mentre le ultime tre disputarono un girone (per ulteriori 4 partite, anche in questo caso con i punti conquistati nella prima fase) al termine del quale l'ultima classificata incontrò la seconda dell'Aradżin Chumb per definire la decima partecipante della stagione successiva.
La squadra campione si qualificò alla UEFA Champions League 1999-2000, la seconda alla Coppa UEFA 1999-2000 e la terza classificata disputò la Coppa Intertoto 1999.
Lo Tsement Ararat, vincitore della Hayastani Ankaxowt'yan Gavat' 1998, partecipò alla coppa delle Coppe 1998-1999.

## Squadre partecipanti
| Club             | Città   | Stadio | Posizione 1997     |
| ---------------- | ------- | ------ | ------------------ |
| Ararat           | Erevan  |        | 6°                 |
| Širak            | Gyumri  |        | 2°                 |
| P'yownik         | Erevan  |        | 4°                 |
| Tsement Ararat   | Ararat  |        | 5°                 |
| Erebuni-Homenmen | Erevan  |        | 3°                 |
| Kotayk'          | Abovyan |        | 7°                 |
| Erevan           | Erevan  |        | Campione d'Armenia |
| Karabakh         | Erevan  |        | 8°                 |
| Dvin Artashat    | Artašat |        | 9°                 |
| Širak 2          | Gyumri  |        | Aradżin Chumb      |

## Stagione regolare
|  | Pos. | Squadra          | Pt | G  | V  | N | P  | GF | GS | DR  |
|  | ---- | ---------------- | -- | -- | -- | - | -- | -- | -- | --- |
|  | 1.   | Širak            | 42 | 16 | 13 | 3 | 0  | 41 | 8  | +33 |
|  | 2.   | Tsement Ararat   | 39 | 16 | 12 | 3 | 1  | 43 | 10 | +33 |
|  | 3.   | Erevan           | 27 | 16 | 8  | 3 | 5  | 25 | 16 | +9  |
|  | 4.   | Erebuni-Homenmen | 25 | 16 | 7  | 4 | 5  | 19 | 13 | +6  |
|  | 5.   | Ararat           | 20 | 16 | 5  | 5 | 6  | 14 | 18 | -4  |
|  | 6.   | P'yownik         | 18 | 16 | 5  | 3 | 8  | 17 | 28 | -11 |
|  | 7.   | Dvin Artashat    | 17 | 16 | 4  | 5 | 7  | 19 | 24 | -5  |
|  | 8.   | Karabakh         | 11 | 16 | 2  | 5 | 9  | 14 | 28 | -14 |
|  | 9.   | Širak 2          | 1  | 16 | 0  | 1 | 15 | 6  | 53 | -47 |

Legenda:

      Ammessa al girone per il titolo
      Ammessa ai playout
Note:

Tre punti a vittoria, uno a pareggio, zero a sconfitta.

## Seconda fase

### Girone per il titolo
|                    | Pos. | Squadra          | Pt | G  | V  | N | P  | GF | GS | DR  |
| ------------------ | ---- | ---------------- | -- | -- | -- | - | -- | -- | -- | --- |
| Armenia (bandiera) | 1.   | Tsement Ararat   | 64 | 26 | 20 | 4 | 2  | 70 | 22 | +48 |
|                    | 2.   | Širak            | 61 | 26 | 19 | 4 | 3  | 72 | 25 | +47 |
|                    | 3.   | Erevan           | 48 | 26 | 15 | 3 | 8  | 47 | 30 | +17 |
|                    | 4.   | Ararat           | 35 | 26 | 10 | 5 | 11 | 40 | 40 | 0   |
|                    | 5.   | Erebuni-Homenmen | 31 | 26 | 9  | 4 | 13 | 39 | 44 | -5  |
|                    | 6.   | P'yownik         | 21 | 26 | 6  | 3 | 17 | 27 | 68 | -41 |

Legenda:

      Campione di Armenia e ammessa alla Champions League
      Ammessa alla Coppa UEFA
      Ammessa alla Coppa Intertoto
Note:

Tre punti a vittoria, uno a pareggio, zero a sconfitta.

### Girone playout
|  | Pos. | Squadra       | Pt | G  | V | N | P  | GF | GS | DR  |
|  | ---- | ------------- | -- | -- | - | - | -- | -- | -- | --- |
|  | 7.   | Dvin Artashat | 29 | 20 | 8 | 5 | 7  | 41 | 36 | +5  |
|  | 8.   | Karabakh      | 17 | 20 | 4 | 5 | 11 | 24 | 37 | -13 |
|  | 9.   | Širak 2       | 1  | 20 | 0 | 1 | 19 | 10 | 68 | -58 |

Legenda:

      Ammessa allo spareggio
Note:

Tre punti a vittoria, uno a pareggio, zero a sconfitta.

### Spareggio promozione/retrocessione
| 1998 | Širak 2 | 3 – 2 | Lori |  |

### Verdetti
- Tsement Ararat Campione d'Armenia e ammesso alla UEFA Champions League 1999-2000
- Shirak FC ammesso alla Coppa UEFA 1999-2000
- FC Yerevan Ammesso alla Coppa Intertoto 1999

## Classifica marcatori
| Gol |  |  | Giocatore        | Squadra |
| --- |  |  | ---------------- | ------- |
| 20  |  |  | Ara Hakobyan     | Dvin    |
| 13  |  |  | Arayik Adamyan   | Shirak  |
| 12  |  |  | Arthur Petrosyan | Shirak  |
| 12  |  |  | Shirak Sarikyan  | Tsement |
| 11  |  |  | Mher Avanesyan   | Shirak  |
| 11  |  |  | Hayk Hakopyan    | Dvin    |